# USニューズ&ワールド・レポート
USニューズ&ワールド・レポート（ユーエスニューズ・アンド・ワールド・レポート、英: U.S.News & World Report）は、アメリカ合衆国で発行されている雑誌（時事解説誌）。USニューズ&ワールド・レポート社によって発行される。アメリカの時事解説誌としては3番目の発行部数を誇り、1位・2位である『タイム』『ニューズウィーク』の両誌よりも右よりの論調を展開することで知られる。短縮した通称として「USニューズ」が一般的に用いられている。
長らく週刊であったが、広告費減による経営難から隔週（2008年）、さらには月刊（同年）となり、2011年にはオンライン版のみとなる。
USニューズ誌の特徴として、1983年から開始された大学ランキング（College and University Rankings）が挙げられる。これは全米の大学をリベラル・アーツ・カレッジ、分野別の単科大学、地域別あるいは全国的な総合大学にわけ、ランキング化して上位40校の一覧を発表するもので毎年話題となる。アメリカ国内で用いられる大学ランキングとして最も一般的である。また、2014年からは、QS世界大学ランキング、THE世界大学ランキング、世界大学学術ランキングに対抗して、初のアメリカ発信となる世界大学ランキング（U.S. News & World Report Best Global University Ranking）の発表をはじめた。

## 沿革
- 1933年　ジャーナリストのデイビッド・ローレンスによって週刊誌『USニューズ（U.S.News）』創刊
- 1939年　同じくローレンスによって週刊誌『ワールド・レポート（World Report）』創刊
- 1948年　両誌が統合され、『USニューズ&レポート』となる
- 1983年　大学ランキング（College and University Rankings）の掲載開始
- 1995年　ウェブサイト「USニューズ・ドットコム（U.S.News.com）」開始

## 大学ランキング

### 2024-2025世界大学ランキング
- 1位　ハーバード大学
- 2位　マサチューセッツ工科大学
- 3位　スタンフォード大学
- 4位　オックスフォード大学
- 5位　カリフォルニア大学バークレー校
- 6位　ケンブリッジ大学
- 7位　ユニヴァーシティ・カレッジ・ロンドン
- 8位　ワシントン大学 (ワシントン州)
- 9位　コロンビア大学
- 10位　イェール大学

### 2024-2025日本大学ランキング
- 84位　東京大学
- 168位　京都大学
- 311位　東北大学
- 315位　大阪大学
- 357位　九州大学
- 367位　名古屋大学
- 439位　北海道大学
- 445位　東京科学大学
- 488位　筑波大学
- 534位　慶應義塾大学